# Dušan Milo
Dušan Milo (Nitra, 5 marzo 1973) è un allenatore di hockey su ghiaccio ed ex hockeista su ghiaccio slovacco.

## Carriera

### Giocatore
Milo ha vestito in patria le maglie di HK Nitra, con cui ha esordito nell'Extraliga, HK 36 Skalica e HKm Zvolen. Proprio con lo Zvolen vinse il suo primo titolo di Extraliga nella stagione 2000-2001.
Ha avuto poi esperienze all'estero: in Elitserien col Modo Hockey, in Lega Nazionale A con il Losanna e, per sette stagioni, in Deutsche Eishockey Liga coi Krefeld Pinguine. Rimase a Krefeld fino ai playoff della stagione 2012-13 quando fu fermato da un infortunio. Quello stesso anno decise di ritornare in patria per concludere la carriera al Nitra vincendo il titolo nazionale del 2016.
Ha disputato tre edizioni del campionato del mondo ed un torneo olimpico con la nazionale slovacca; si è laureato campione del mondo nel 2002, ed ha vinto un bronzo nell'edizione successiva.

### Allenatore
Si è ritirato al termine della stagione 2015-2016, divenendo assistente di Andrej Kmeč alla guida dell'HK Nitra.

## Palmarès

### Club
- Campionato slovacco: 2

Zvolen: 2000-2001
Nitra: 2015-2016

### Nazionale
- Campionato mondiale di hockey su ghiaccio: 1

Svezia 2002